# Metsweding
Metsweding – dawny dystrykt w Republice Południowej Afryki, w prowincji Gauteng. Siedzibą administracyjną dystryktu był Bronkhorstspruit. 18 maja 2011 roku został przyłączony do obszaru metropolitalnego Tshwane. Większość mieszkańców tego obszaru posługuje się językiem IsiNdebele.
Dystrykt dzielił się na gminy:
- Nokeng tsa Taemane
- Kungwini